# 林邊屋

活化後的林邊屋

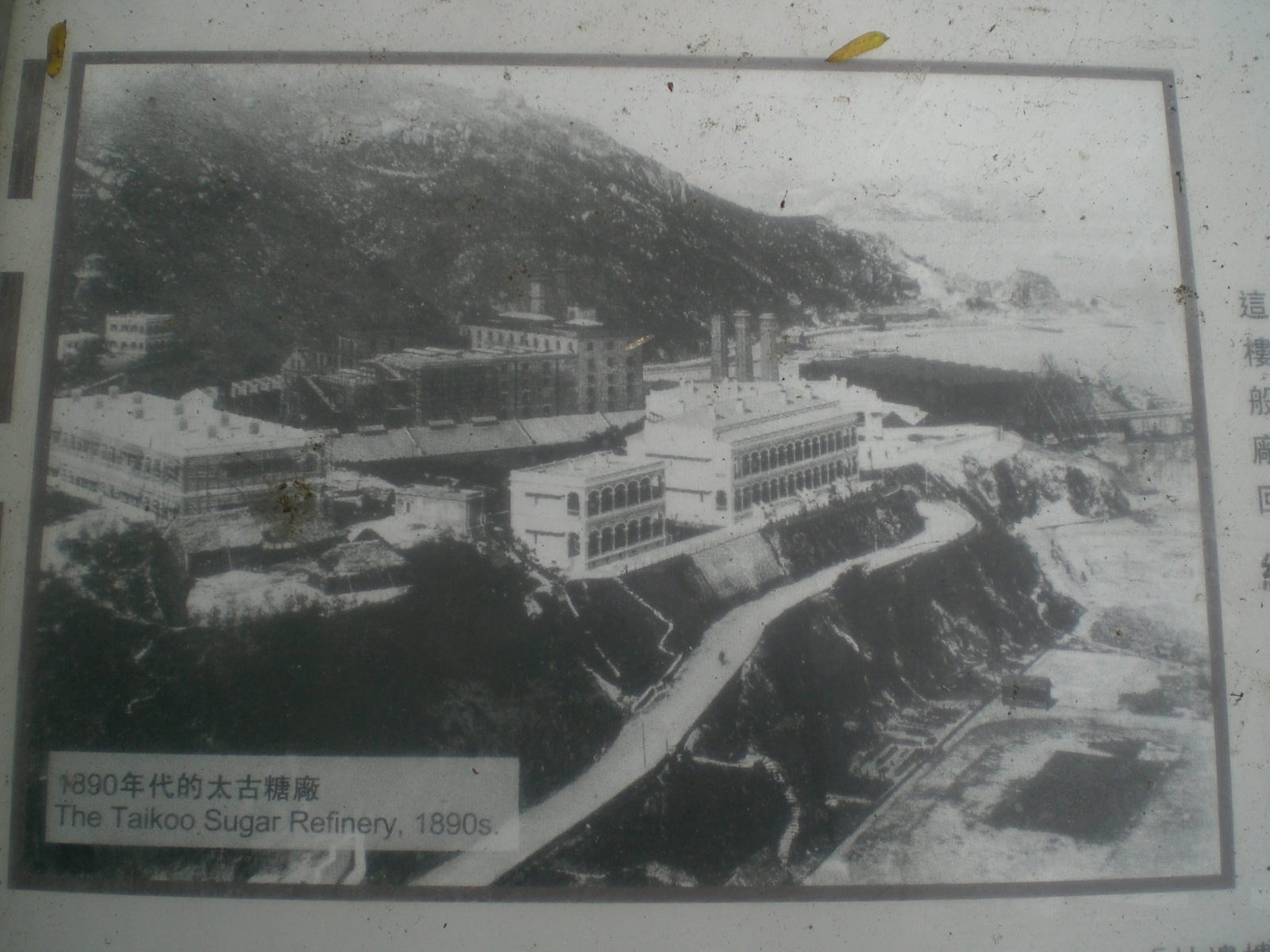
林邊樓是太古糖廠高級職員宿舍，原址現在已有兩世紀歷史，此建築物是香港2級歷史建築受保護

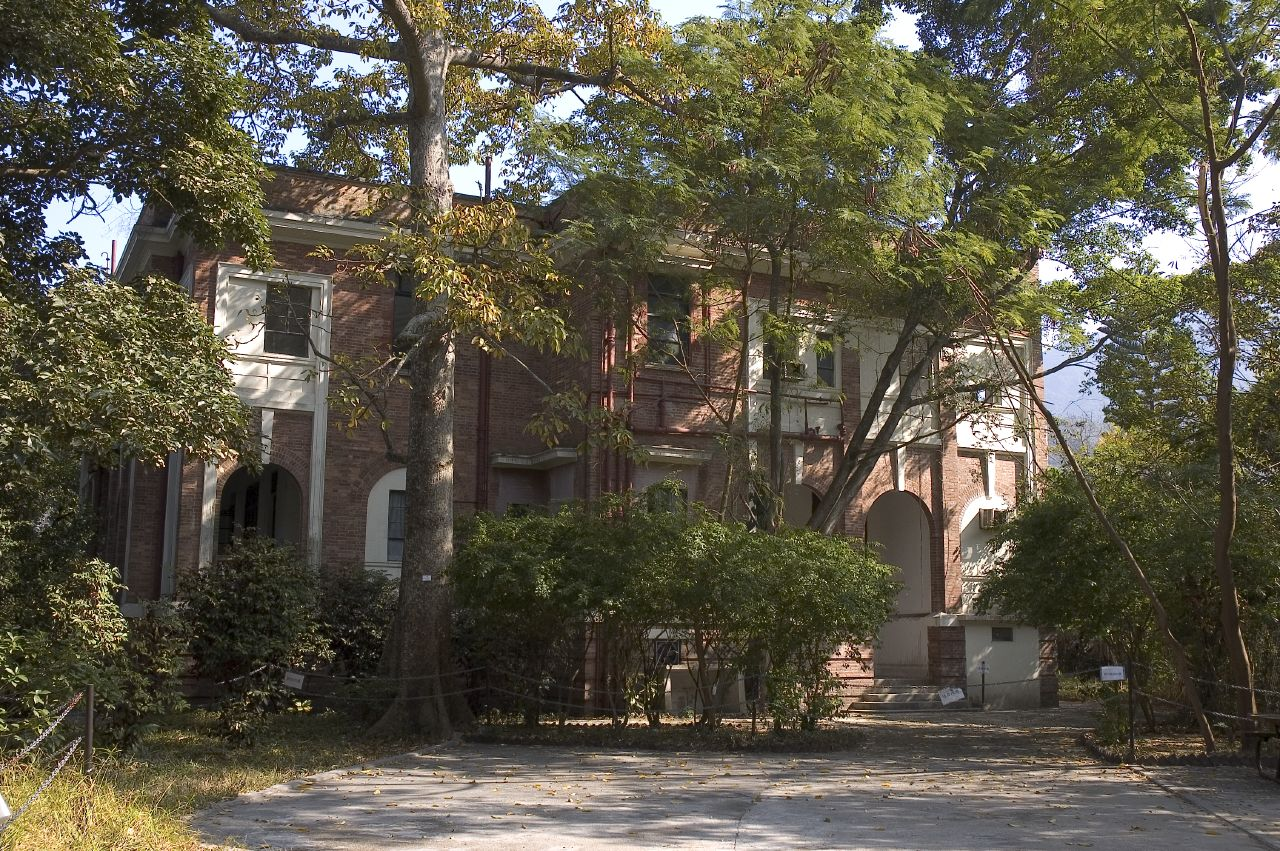
林邊紅磚屋

林邊屋（英語：Woodside），又稱林邊樓、林邊地帶紅屋，俗稱紅磚屋或紅屋，由太古洋行於1920年代興建，是香港一組歷史建築，現已被列為香港二級歷史建築。

## 位置
林邊屋位於香港島鰂魚涌柏架山道50號，位處大潭郊野公園北邊，柏架山道旁，正北望培志男童院及太古坊，正東望康景花園及康怡花園A至H座。

## 建築特色
林邊屋有兩棟主建築，樓高兩層，中式琉璃瓦屋頂，紅磚牆加花崗岩地基。內部的東西大多為木製，例如樓梯及窗框，而地面則鋪了柚木地板。其客廳亦安裝了大壁爐。日治時期第一代林邊屋受損。1947年至1951年期間由太古洋行重建，改為平頂，兩棟屋二合為一。

## 用途

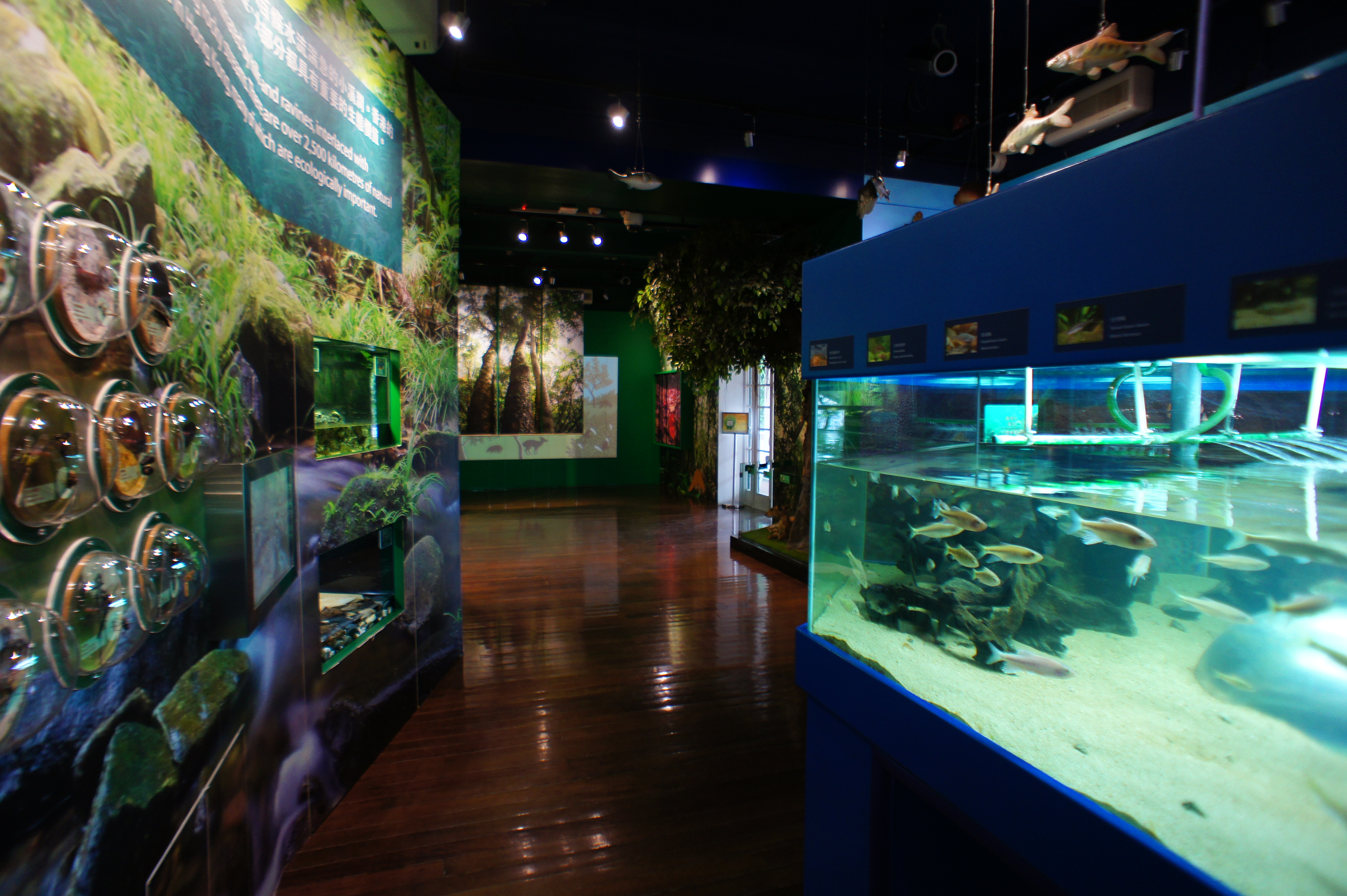
林邊生物多樣性自然教育中心內的展覽廊

林邊屋初時主要作為任職太古糖廠、太古船塢等二級管理層的歐籍職員宿舍，後來加建了一幢車庫。香港日治時期，該屋曾遭嚴重劫掠破壞。1947年，該處恢復作宿舍之用。直至1972年，太古糖廠結束結業，該屋也被空置。1976年移交給香港政府。1985年至2001年期間，政府曾將該屋租予國際文化事務協會設立紅屋藝術展覽中心，作為舉行展覽和音樂會的場地。2002年2月起，林邊屋由漁農自然護理署接手管理。2012年改建為「林邊生物多樣性自然教育中心」，同年6月開放予公眾參觀。

## 自然教育中心
活化後中心以本港生物多樣性為主題並設有3個展館，展出包括香港瘰螈等較罕有生物，另外亦有設施講述環保工作。由於「紅屋」設施古舊，亦欠缺消防設施及無障礙通道，很多內部結構都不符合現行規定，署方要進行多項加固和改裝工程，亦要在很多地方搜尋適合復修的材料，整項復修動用約1,700多萬港元。「紅屋」現在已免費開放讓公眾參觀並設有展館導賞、電影欣賞及教育工作坊等活動。

## 外部連結
- 林邊樓曾為太古糖廠經理及總工程師宿舍 （页面存档备份，存于）
- 林邊生物多樣性自然教育中心網頁

22°16′52″N 114°12′41″E / 22.28124°N 114.21142°E